# Zinnik
Zinnik (Frans: Soignies; verouderd Nederlands: Zoningen) is een Belgische gemeente en stad in het Picardische deel van de provincie Henegouwen, met een oppervlakte van 110 km² en ruim 29.000 inwoners. Het is de hoofdplaats van het gelijknamig arrondissement.

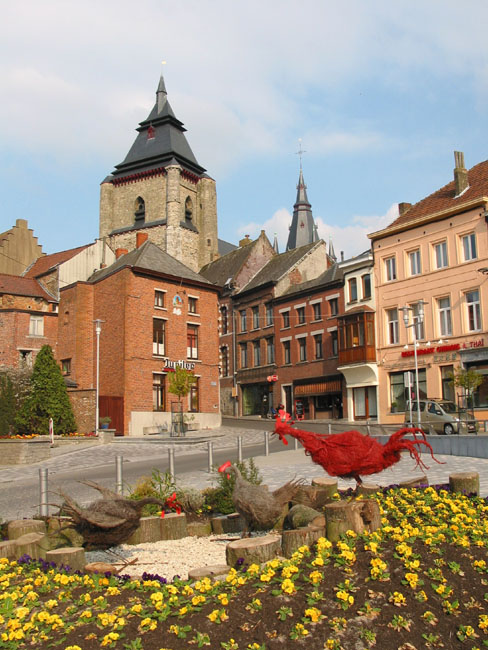
Het centrum van Zinnik met de collegiale Sint-Vincentiuskerk

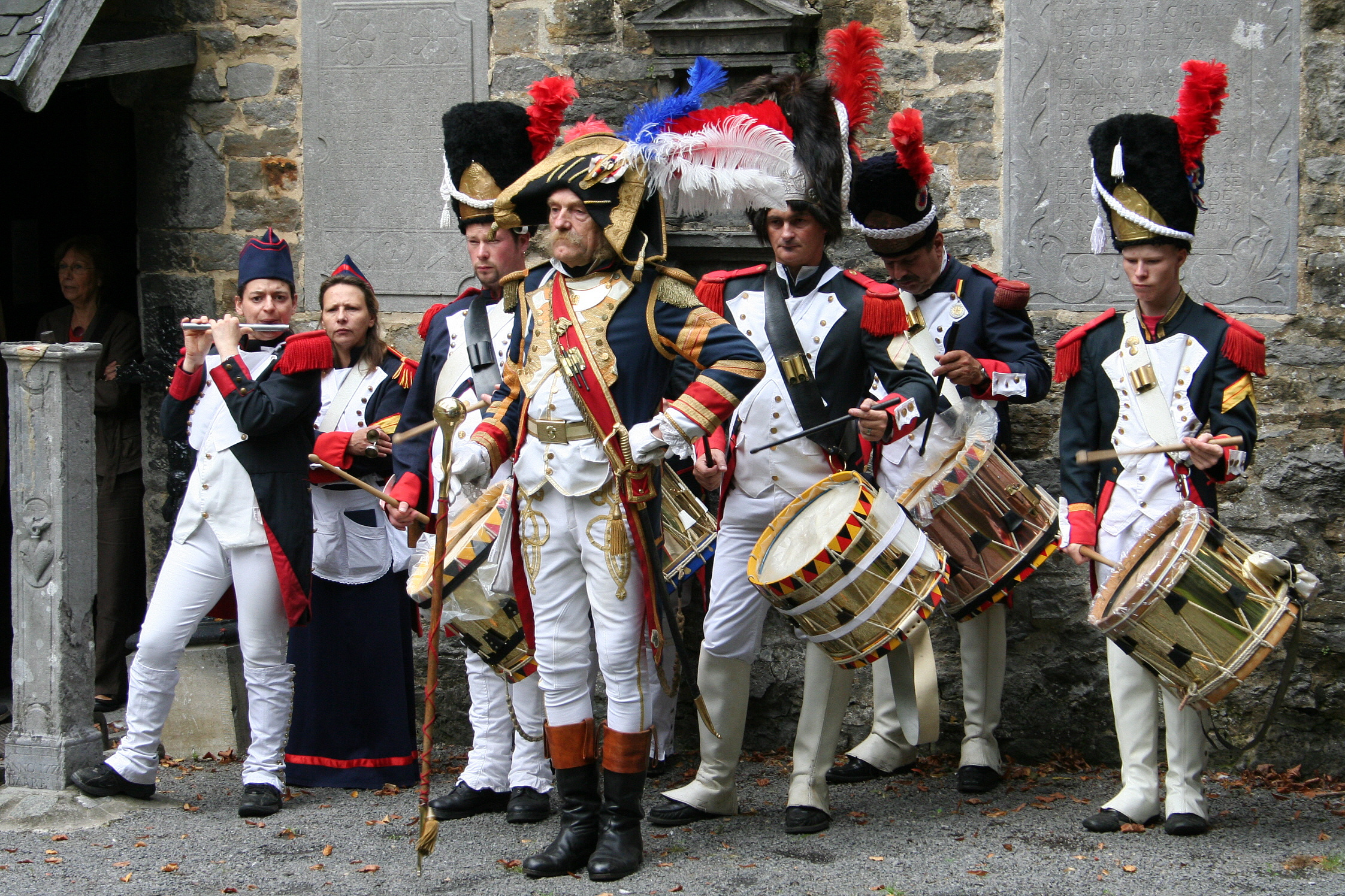
Volksgroep "Grenadiers de la garde impériale".

De rivier de Zenne heeft haar oorsprong in Zinnik. De naam Soignies/Zinnik betekent trouwens woonplaats op de Zenne (Siniacum in het Gallo-Romeins - zie ook Zoniënwoud).
Het hoofdkwartier van het Europese NAVO-commando (SHAPE) bevindt zich op het grondgebied van de deelgemeente Casteau.
Zinnik is een kleinstedelijk onderwijs-, verzorgings- en industriecentrum. Van de werkende bevolking is ongeveer een vijfde werkzaam in de industrie, tegenover twee derde in de dienstensector.
Op de maandag na Pinksteren trekt sinds 1261 door de straten van Zinnik een processie, genoemd Tour de St-Vincent, waarbij de reliekschrijnen van de plaatselijke heiligen Vincentius, Waltrudis (zijn echtgenote)  en Landricus (hun zoon) worden meegevoerd.
Zinnik was ook bekend door zijn glasindustrie (fabriek Durobor, vierhonderd werknemers in 2009, 140 in 2019 bij het faillissement) en zijn blauwe hardsteen.

## Overige kernen
De huidige gemeente ontstond bij de administratieve hervorming van 1977 door samenvoeging van Soignies met Horrues, Casteau (waarvan een klein deel naar Bergen ging), Thieusies, Naast, Chaussée-Notre-Dame-Louvignies en Neufvilles.

### Deelgemeenten
| # | Naam                           | Opp. (km²) | Inwoners (2020) | Inwoners per km² | NIS-code |
| - | ------------------------------ | ---------- | --------------- | ---------------- | -------- |
| 1 | Zinnik                         | 22,89      | 14.483          | 633              | 55040A   |
| 2 | Naast                          | 13,79      | 2.884           | 209              | 55040B   |
| 3 | Thieusies                      | 11,80      | 1.034           | 88               | 55040C   |
| 4 | Casteau                        | 10,48      | 3.018           | 288              | 55040D   |
| 5 | Neufvilles                     | 18,47      | 3.551           | 192              | 55040E   |
| 6 | Chaussée-Notre-Dame-Louvignies | 12,13      | 892             | 74               | 55040F   |
| 7 | Horrues                        | 21,70      | 2.408           | 111              | 55040G   |

## Geschiedenis
Aan de oorsprong van de stad Zinnik ligt de stichting, rond 650, van een abdij door Vincentius Madelgarius, een edelman uit het gevolg van koning Dagobert I. Aan het einde van zijn leven trok hij zich terug op zijn landgoed te Zinnik. Hij stichtte daar de abdij, waar hij ook overleed en begraven werd. Rond deze abdij zou later de stad Zinnik groeien. Madelgarius werd heilig verklaard onder de naam Sint-Vincentius.
Zinnik werd pas een echte stad in de 14e eeuw, door de ontwikkeling van een lakenindustrie en de aanleg van een vestingmuur (na 1365). Vanaf de 17de eeuw ontwikkelde zich de ontginning van blauwe hardsteen, petit granit genoemd.

## Bezienswaardigheden
- De kapittelkerk Sint-Vincentiuskerk (Collégiale Saint-Vincent), een van de fraaiste voorbeelden van romaanse bouwkunst in België, is een bezoek zeker waard. Het koor en de dwarsbeuk dateren uit eind 10e  begin 11e eeuw. De westtoren (reeds gotisch) is van ca. 1250.
Het schip bestaat inwendig uit drie geledingen. Opmerkelijk zijn de romaanse tribunes van de zijbeuken, die enige gelijkenis met de Onze-Lieve-Vrouwekathedraal (Doornik) vertonen. De kerk heeft een rijk versierd interieur (o.a. een zeer fraai renaissance-doksaal van vóór 1636, interessant meubilair) en een rijke kerkschat.
- Vlak bij de kerk bevindt zich ook de Lakenhalle uit de 16e eeuw.
- Het oude kerkhof, nu een park waarin zich het documentatiecentrum van de blauwe hardsteen bevindt.
- De Kapel van het oude Kerkhof (Chapelle du Vieux-Cimetière) heeft een 12e-eeuws romaans schip.
- De Chapelle du Marais Tillériau is een renaissancekapel van 1618.
- De Chapelle du Bon Dieu de Gembloux van 1708.
- De Sint-Rochuskapel (Chapelle Saint-Roch) uit de 16e eeuw.
- De Sint-Vincentiuskapel (Chapelle Saint-Vincent) is een 18e-eeuwse pijlerkapel.
- Een 16e-eeuws gotisch huis aan de Rue Chanoine Scarmure 8.
- De voormalige Lakenhal, gebouwd in de 16e eeuw en in 1797 gedeeltelijk gewijzigd. Later werd het toeristenbureau (Maison des Touristes) hier gevestigd.
- Het Grauwzustersklooster (Couvent des Sœurs Franciscaines) met gebouwen van 1761-1765.
- Documentatiecentrum van de blauwe hardsteen en het glas: werktuigen en documenten betreffende de vroegere en huidige ontginning in de arduingroeven in Zinnik. Een actieve steengroeve is de Carrières du Hainaut. Rijke verzameling van versteende fossielen (zoals trilobieten) gevonden in de hardsteenlagen. Tentoonstelling van glazen van de firma Durobor.
- In Zinnik groeit de dikste (meerstammige) boom van België, een plataan met een omtrek van elf meter. De boom staat in het private kasteeldomein van Saulchoy[2].

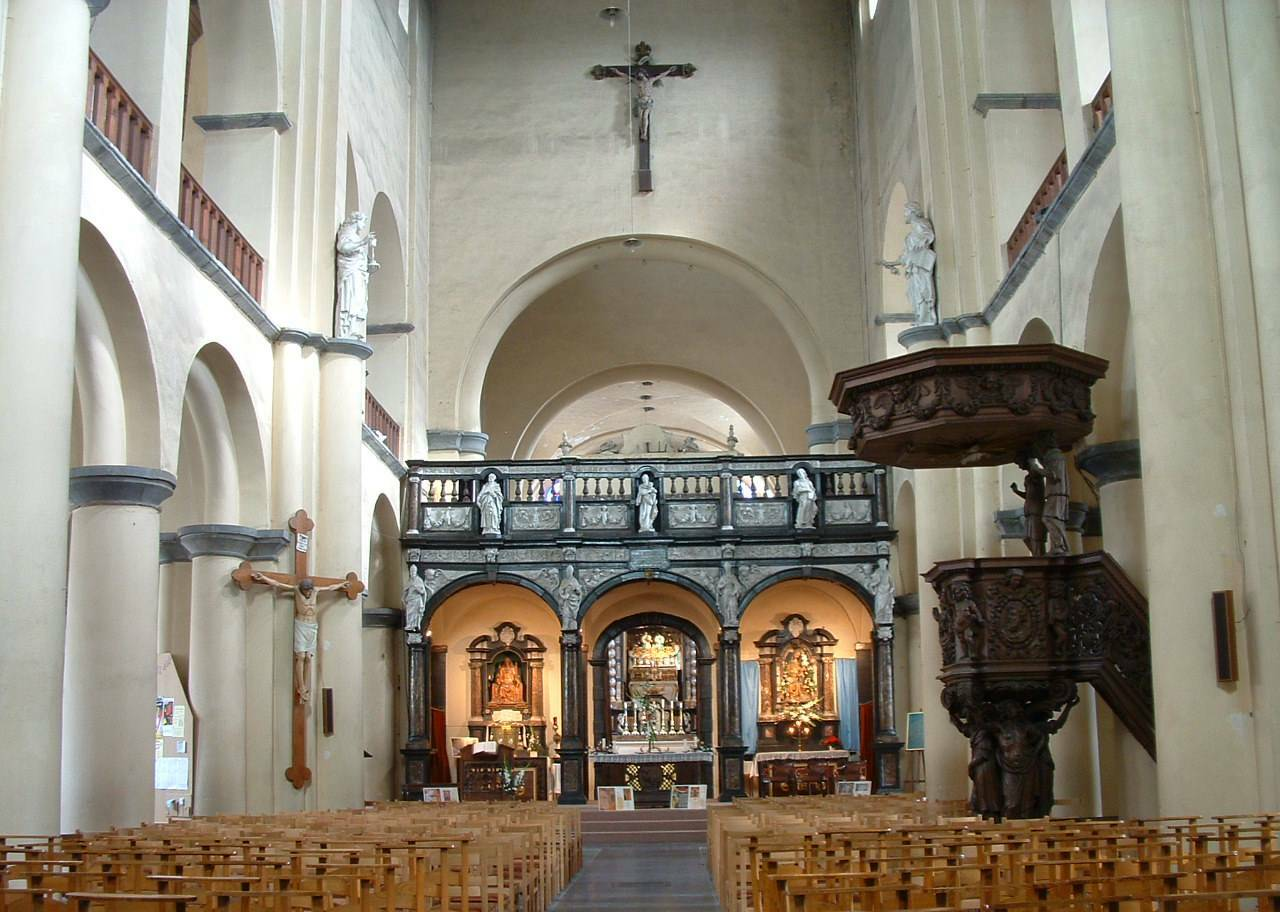
Het interieur van de Sint-Vincentiuskerk.
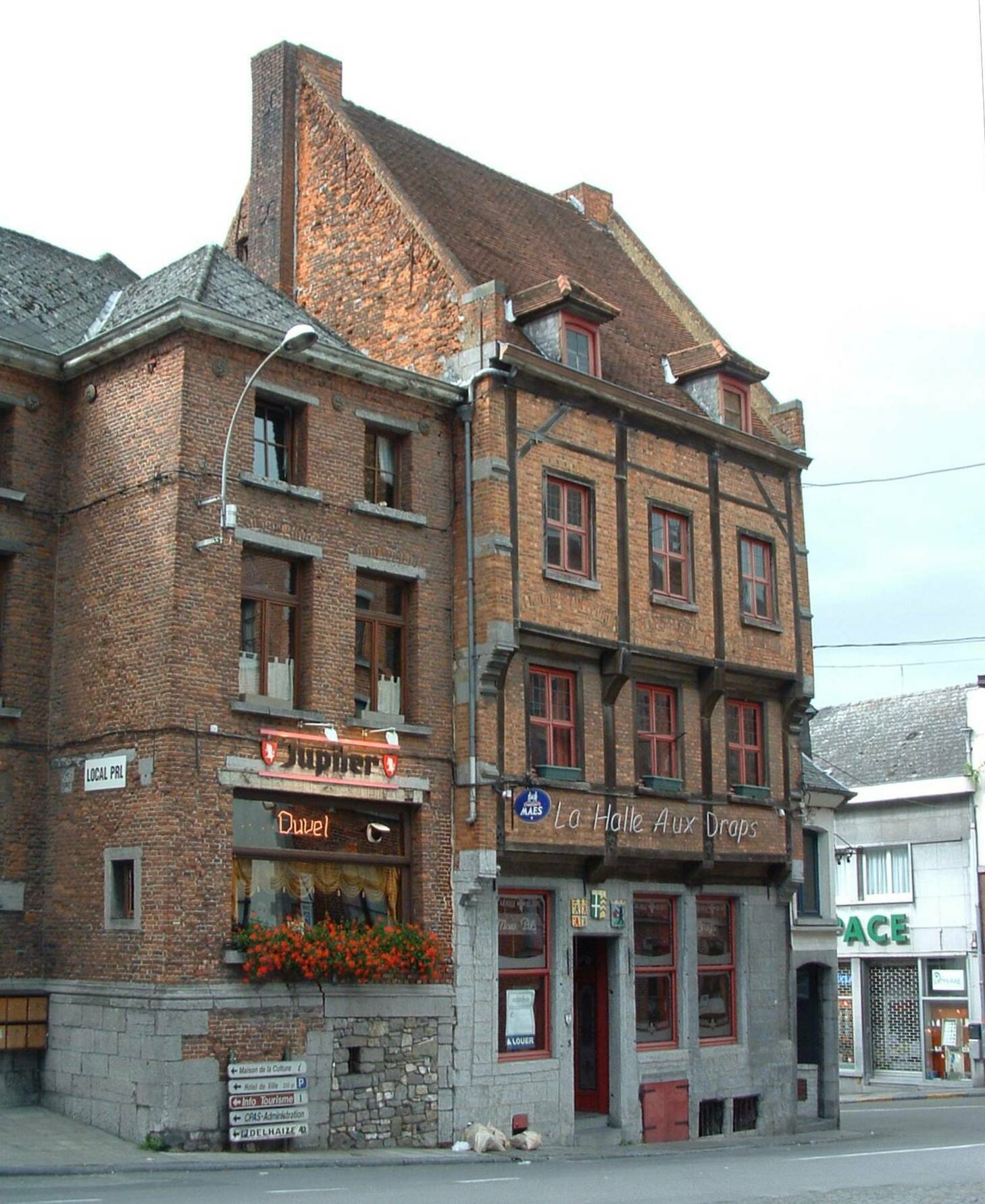
De Lakenhalle te Zinnik.
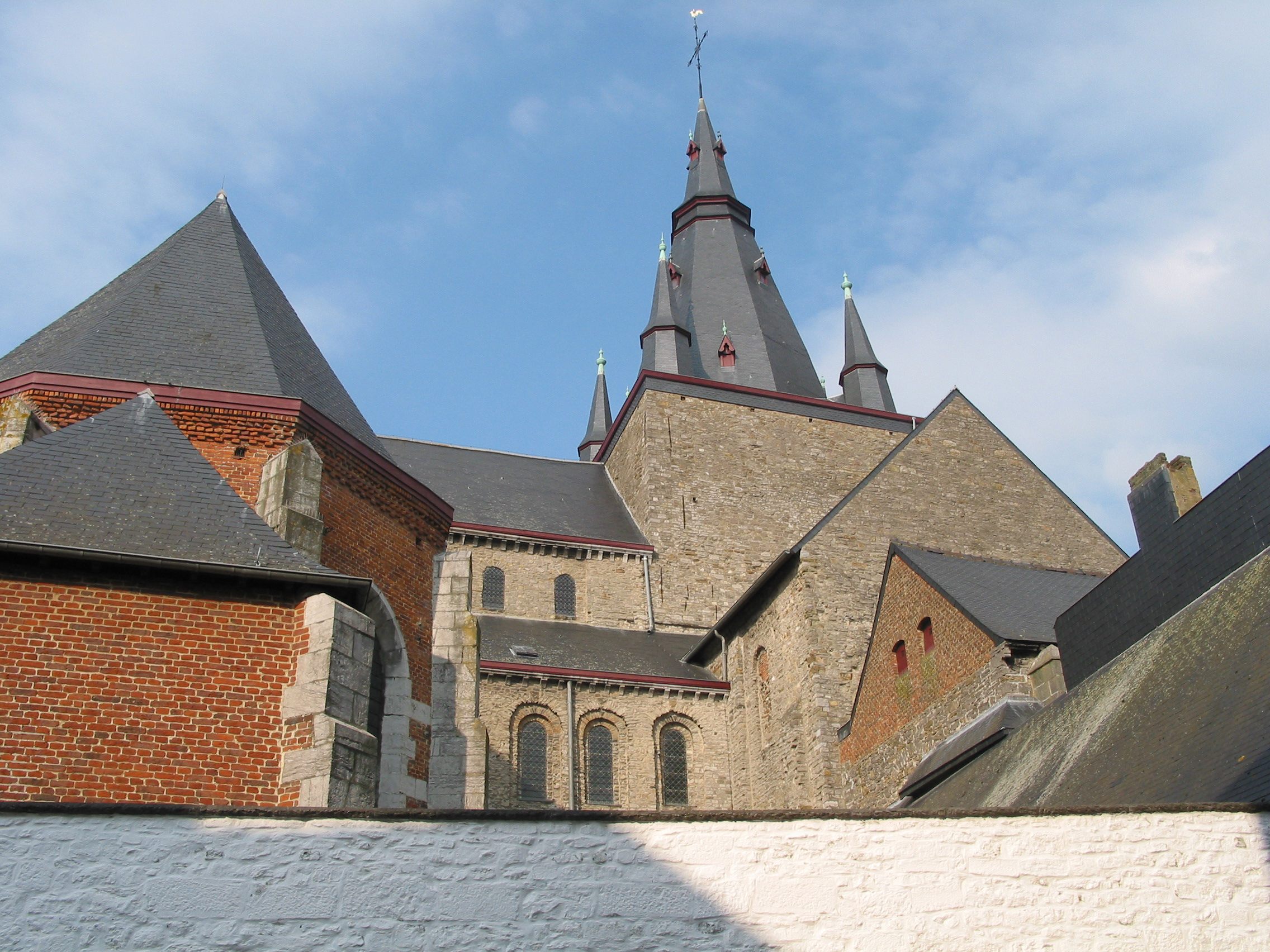
Collegiale Sint-Vincentiuskerk.
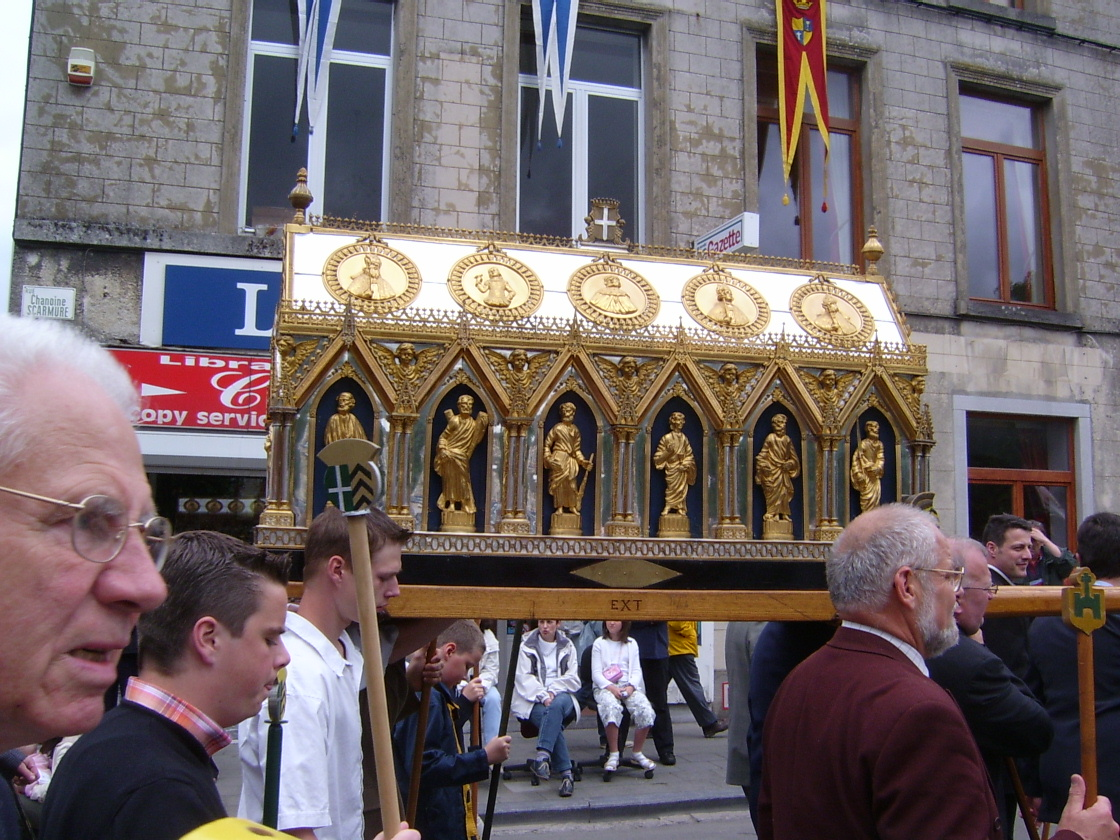
Schrijn van Sint-Vincentius. (Processie van de Tweede Pinksterdag 2007)
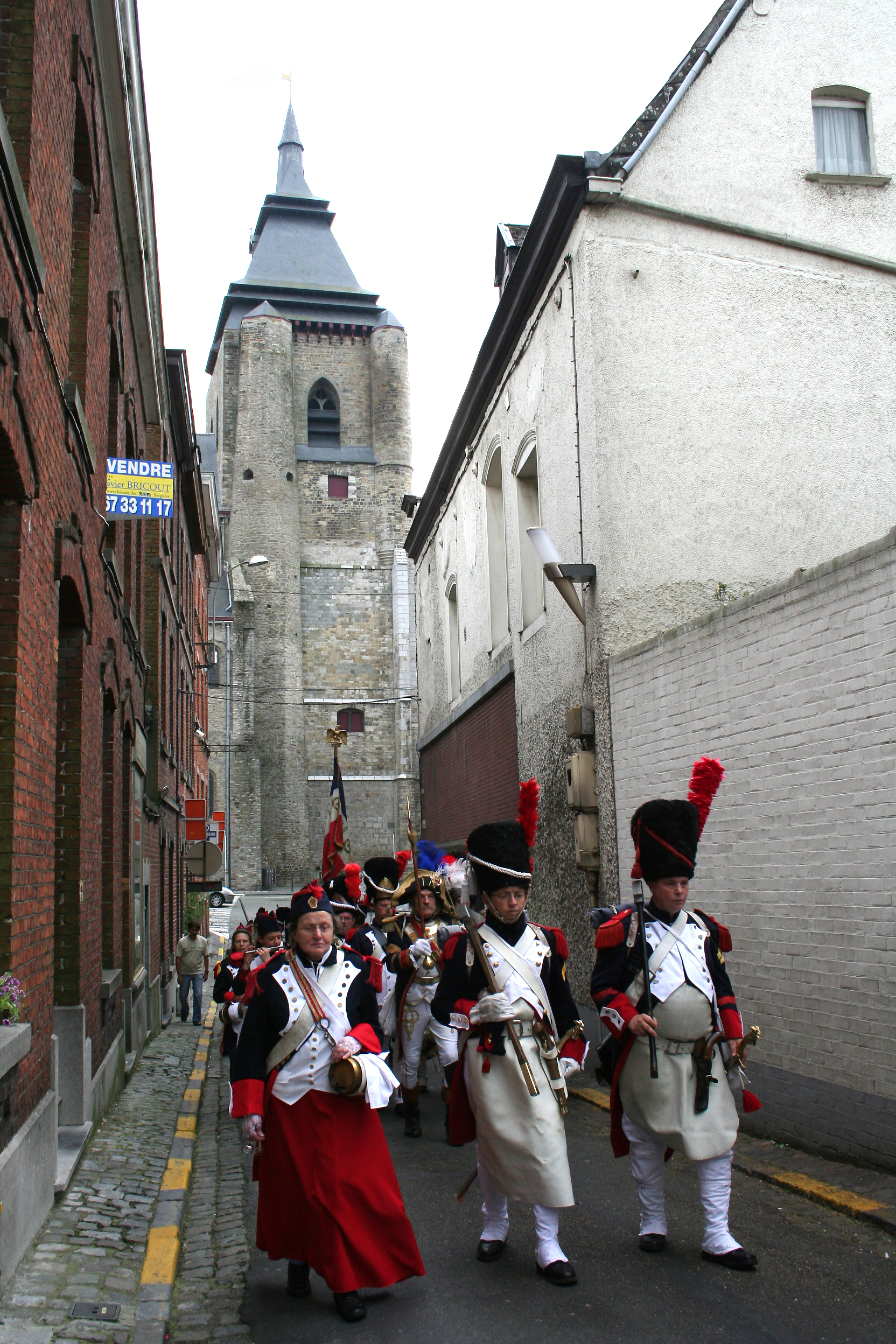
Folklore in Zinnik

## Natuur en landschap
In de omgeving van Zinnik liggen een aantal steengroeven zoals de Carrière du Hainaut, de Carrière de Perlonjour en de Carrière Wincqz. Sommige gebouwen zijn geklasseerd als industrieel erfgoed. Hier wordt blauwe hardsteen gewonnen. Zinnik ligt aan de Zenne. De hoogte aan de kerk is 88 meter.

## Demografische ontwikkeling

### Demografische ontwikkeling voor de fusie
- Bron:NIS - Opm:1831 t/m 1970=volkstellingen; 1976= inwoneraantal op 31 december

### Demografische ontwikkeling van de fusiegemeente
Alle historische gegevens hebben betrekking op de huidige gemeente, inclusief deelgemeenten, zoals ontstaan na de fusie van 1 januari 1977.
- Bronnen:NIS, Opm:1831 tot en met 1981=volkstellingen; 1990 en later= inwonertal op 1 januari

| Inwoners van jaar tot jaar op 1 januari 1992 tot heden | Inwoners van jaar tot jaar op 1 januari 1992 tot heden | Inwoners van jaar tot jaar op 1 januari 1992 tot heden |
| jaar                                                   | Aantal                                                 | Evolutie: 1992=index 100                               |
| ------------------------------------------------------ | ------------------------------------------------------ | ------------------------------------------------------ |
| 1992                                                   | 23.954                                                 | 100,0                                                  |
| 1993                                                   | 24.086                                                 | 100,6                                                  |
| 1994                                                   | 24.135                                                 | 100,8                                                  |
| 1995                                                   | 24.286                                                 | 101,4                                                  |
| 1996                                                   | 24.367                                                 | 101,7                                                  |
| 1997                                                   | 24.430                                                 | 102,0                                                  |
| 1998                                                   | 24.443                                                 | 102,0                                                  |
| 1999                                                   | 24.572                                                 | 102,6                                                  |
| 2000                                                   | 24.582                                                 | 102,6                                                  |
| 2001                                                   | 24.741                                                 | 103,3                                                  |
| 2002                                                   | 24.750                                                 | 103,3                                                  |
| 2003                                                   | 24.794                                                 | 103,5                                                  |
| 2004                                                   | 24.854                                                 | 103,8                                                  |
| 2005                                                   | 25.190                                                 | 105,2                                                  |
| 2006                                                   | 25.420                                                 | 106,1                                                  |
| 2007                                                   | 25.700                                                 | 107,3                                                  |
| 2008                                                   | 25.859                                                 | 108,0                                                  |
| 2009                                                   | 26.022                                                 | 108,6                                                  |
| 2010                                                   | 26.169                                                 | 109,2                                                  |
| 2011                                                   | 26.258                                                 | 109,6                                                  |
| 2012                                                   | 26.502                                                 | 110,6                                                  |
| 2013                                                   | 26.667                                                 | 111,3                                                  |
| 2014                                                   | 26.796                                                 | 111,9                                                  |
| 2015                                                   | 26.998                                                 | 112,7                                                  |
| 2016                                                   | 27.257                                                 | 113,8                                                  |
| 2017                                                   | 27.447                                                 | 114,6                                                  |
| 2018                                                   | 27.603                                                 | 115,2                                                  |
| 2019                                                   | 28.016                                                 | 117,0                                                  |
| 2020                                                   | 28.271                                                 | 118,0                                                  |
| 2021                                                   | 28.311                                                 | 118,2                                                  |
| 2022                                                   | 28.523                                                 | 119,1                                                  |
| 2023                                                   | 28.741                                                 | 120,0                                                  |
| 2024                                                   | 29.032                                                 | 121,2                                                  |
| 2025                                                   | 29.249                                                 | 122,1                                                  |

## Politiek

### Resultaten gemeenteraadsverkiezingen sinds 1976
| Partij               | Partij                              | 10-10-1976 | 10-10-1976 | 10-10-1982 | 10-10-1982 | 9-10-1988 | 9-10-1988 | 9-10-1994 | 9-10-1994 | 8-10-2000 | 8-10-2000 | 8-10-2006 | 8-10-2006 | 14-10-2012 | 14-10-2012 | 14-10-2018 | 14-10-2018 | 13-10-2024 | 13-10-2024 |
| Stemmen / Zetels     | Stemmen / Zetels                    | %          | 27         | %          | 27         | %         | 27        | %         | 27        | %         | 27        | %         | 29        | %          | 29         | %          | 29         | %          | 29         |
| -------------------- | ----------------------------------- | ---------- | ---------- | ---------- | ---------- | --------- | --------- | --------- | --------- | --------- | --------- | --------- | --------- | ---------- | ---------- | ---------- | ---------- | ---------- | ---------- |
|                      | PS1/ PS-LB 2                        | 39,201     | 11         | 39,961     | 11         | 34,041    | 10        | 37,201    | 12        | 36,301    | 11        | 41,201    | 14        | 36,331     | 11         | 40,691     | 13         | 37,572     | 12         |
|                      | ECOLO                               | -          |            | -          |            | 9,69      | 2         | 7,89      | 1         | 10,54     | 2         | 7,57      | 1         | 9,07       | 2          | 10,09      | 2          | 5,71       | 1          |
|                      | PRL1 / SVV2 / PRL-MCC3 / MR4        | -          |            | -          |            | 16,671    | 4         | 15,182    | 4         | 24,453    | 7         | 26,094    | 8         | 26,754     | 8          | 22,114     | 6          | 25,304     | 8          |
|                      | REUNIS1 / IC2 / cdH-IC3 / Ensemble4 | 50,021     | 14         | 48,071     | 14         | 39,62     | 11        | 34,082    | 10        | 24,052    | 7         | 20,133    | 6         | 27,864     | 8          | 27,114     | 8          | 24,894     | 7          |
|                      | AS                                  | -          |            | -          |            | -         |           | -         |           | -         |           | -         |           | -          |            | -          |            | 6,52       | 1          |
|                      | ICP                                 | -          |            | 11,97      | 2          | -         |           | -         |           | -         |           | -         |           | -          |            | -          |            | -          |            |
|                      | DC-RW                               | 10,78      | 2          | -          |            | -         |           | -         |           | -         |           | -         |           | -          |            | -          |            | -          |            |
| Anderen(*)           | Anderen(*)                          | -          |            | -          |            | -         |           | 5,65      | 0         | 4,68      | 0         | 5,02      | 0         | -          |            | -          |            | -          |            |
| Totaal stemmen       | Totaal stemmen                      | 14717      | 14717      | 15191      | 15191      | 15164     | 15164     | 15696     | 15696     | 16273     | 16273     | 17078     | 17078     | 17224      | 17224      | 17846      | 17846      | 18298      | 18298      |
| Opkomst %            | Opkomst %                           |            |            |            |            | 93,21     | 93,21     | 91,67     | 91,67     | 91,33     | 91,33     | 92,42     | 92,42     | 89,21      | 89,21      | 88,83      | 88,83      | 86,70      | 86,70      |
| Blanco en ongeldig % | Blanco en ongeldig %                | 3,53       | 3,53       | 5,7        | 5,7        | 5,58      | 5,58      | 6,47      | 6,47      | 7,9       | 7,9       | 4,82      | 4,82      | 5,79       | 5,79       | 6,47       | 6,47       | 6,26       | 6,26       |

(*) 1994: FORUM (4,96%), PTB (0,69%) / 2000: APTES (2,06%), M.D.E.S. (2,62%) / 2006: APTES (1,05%), FNationale (3,97%)

### Bestuur 2024-2030
Het bestuur van Zinnik bestaat uit een coalitie van PS en Ensemble
De volgende personen maken deel uit van het bestuur:
| Gemeentecollege | Gemeentecollege |
| --------------- | --- |
| Burgemeester    | Fabienne Winckel (PS) |
| Schepenen       | Sonia Depas-Lefebvre (Ensemble) Vincent Host (Ensemble) Ilias Lamdouar (PS) Julie Marcq (PS) Sandra Volante (Ensemble) Hubert Dubois (PS) |

## Bekende personen
- Gilles Binchois (1400-1460), priester en componist
- Matthijs de Layens (?-1483), architect
- Servais de Lairuelz (1561-1631), premonstratenzer abt en hervormer
- François de Cuvilliés (1695-1768), architect, beeldhouwer en sierstucwerker
- Pierre Joseph Le Blan (1711-1765), beiaardier, instrumentenbouwer, componist en klavecinist
- Thomas Wincqz (1752-1807), baatte mijn van blauwe hardsteen uit
- Pierre Wincqz (1811-1877), volksvertegenwoordiger en burgemeester
- Grégoire Wincqz (1847-1915), volksvertegenwoordiger en burgemeester
- Alphonse Stiénon du Pré (1853-1918), volksvertegenwoordiger, senator en burgemeester
- Jules Bordet (1870-1961), immunoloog, microbioloog en Nobelprijswinnaar (1919)
- Paul van Zeeland (1893-1973), staatsman en eerste minister
- Victor Leclercq (1896-1945), kunstschilder
- Max Mayeu (Sirius) (1911-1997), striptekenaar
- Pierre Mainil (1925-2013), politicus
- Louis Salvérius (1930-1972), striptekenaar
- Johan Walem (1972), voetballer en voetbalcoach

## Nabijgelegen kernen
Neufvilles, Horrues, Chaussée-Notre-Dame, Naast, 's-Gravenbrakel